# Маккерди, Элмер
Э́лмер Макке́рди (англ. Elmer McCurdy, 1 января 1880, Вашингтон, Мэн — 7 октября 1911, Оклахома) — американский грабитель, чьё мумифицированное тело было обнаружено в парке развлечений спустя 65 лет после его смерти.

## Биография
Элмер Маккерди родился 1 января 1880 года в штате Мэн у 17-летней Сэди Маккерди, которая на момент его рождения не была замужем. Личность отца Маккерди неизвестна; возможно, это был двоюродный брат Сэди, Чарльз Смит, поскольку при жизни Маккерди использовал это имя в качестве псевдонима. Чтобы избавить Сэди от социального позора в качестве незамужней матери-одиночки, её брат Джордж и его жена Хелен усыновили Элмера. После того, как Джордж умер от туберкулеза в 1890 году, Сэди и Хелен переехали с Элмером в Бангор. В конце концов Сэди рассказала сыну правду о его происхождении, из-за чего Маккерди стал неуправляемым и непокорным. В подростковом возрасте он начал сильно пить и страдал алкогольной зависимостью до самой смерти. 
В конце концов Маккерди переехал к своему деду и стал учеником водопроводчика. Он стал довольно квалифицированным работником и жил в достатке до экономического спада в 1898 году, в следствии чего потерял работу, а в 1900 году его мать умерла от язвы желудка, а спустя два месяца после неё его дед скончался от болезни почек. Вскоре после этого Маккерди покинул штат Мэн и начал скитаться по восточной части США в качестве добытчика свинца и водопроводчика.
Из-за проблем с алкоголем Маккерди долгое время не мог удержаться ни на одной работе. В конце концов он перебрался в штат Канзас, где работал водопроводчиком в Черривейле, а позже — в Айолу, где в 1905 году был арестован за пьянство в общественном месте. Затем он переехал в Уэбб-Сити в штате Миссури.
В 1907 году Маккерди вступил в армию. Получив назначение в Форт Ливенворт, он научился там управлялся с пулеметом и с нитроглицерином для подрывных целей (но степень этой подготовки, вероятно, была минимальной). 7 ноября 1910 года он был с почестями уволен из корпуса квартирмейстеров.
После увольнения Маккерди отправился в Сент-Джозеф в штате Канзас, где встретился со своим армейским другом. 19 ноября оба были арестованы за хранение принадлежностей для кражи со взломом (стамески, ножовки, воронки для нитроглицерина, порох и мешки с деньгами). Согласно «Сент-Джозеф-Газетт» , во время предъявления обвинения Маккерди и его друг сказали судье, что инструменты были необходимы для работы с ручным пулеметом, который они изобретали. В январе 1911 года присяжные признали Маккерди невиновным и он вышел на свободу, но в итоге начал карьеру грабителя. 

### Преступления
После увольнения Маккерди перебрался в штат Канзас, где ему не удалось найти работу, так что он решил применить приобретённые в армии навыки по обращению с взрывчаткой, став взломщиком сейфов.
Дело с самого начала не задалось — уже 19 ноября 1910 года Маккерди и его друг Вальтер Шапельрок (англ. Walter Shapelrock) были арестованы за хранение средств, используемых в кражах со взломом. В телесериале «Wild West Tech» историк Дрю Гомбер (англ. Drew Gomber) сказал: «Как преступник Элмер Маккерди был идиотом высшей пробы» (англ. As an outlaw, Elmer McCurdy was truly God's own idiot).
В ожидании суда Маккерди познакомился с Вальтером Джарретом, с которым встретился вскоре после оправдания, которое произошло в январе 1911 года.
Джаррет был грабителем банков и поездов. Он представил своим сообщникам Элмера в качестве специалиста по взрывчатке.
Но как специалист Маккерди никуда не годился, так как плохо освоил в армии дозировки нитроглицерина, составляющего основу взрывчатки того времени. В марте 1911 года при очередном ограблении Элмер, он же «Миссури Маккерди», как его прозвали сообщники, потерпел полное фиаско: в результате неудачной попытки подорвать сейф с помощью слишком большого количества нитроглицерина серебряные слитки на сумму в четыре тысячи долларов сплавились в один большой комок серебра, и бандиты ушли с пустыми руками.
В сентябре 1911 года банду постигла очередная нелепая неудача — Элмер с сообщниками попытались подорвать дверь в банковское хранилище, но сначала Маккерди использовал слишком мало взрывчатки, и на стальной двери осталась лишь незначительная вмятина, а затем фитиль и вовсе не зажегся, и преступникам пришлось ретироваться, прихватив вместо предполагаемых 5000 долларов всего около 150 из открытой кассы. В тот же день банда разделилась, и Маккерди направился в Оклахому пожить на ранчо своего армейского приятеля Чарли Ривера в местности Osage Hills, в северной части Оклахомы. Он пробыл на ранчо около пяти недель, в течение которых сильно пил.
Последнее нелепое преступление банды Маккерди состоялось 4 октября 1911 года в штате Оклахома. Грабители в составе трёх человек, в том числе и Маккерди, перепутали даты и вместо поезда, перевозившего 400 000 долларов, ограбили обычный пассажирский поезд. Итогом стала добыча всего 46 долларов, недорогих карманных часов и нескольких бутылок виски.
Раздосадованный очередной неудачей, Маккерди, за голову которого уже была обещана награда в 2000 долларов, вернулся на ранчо Чарльза Ривера, где в течение трёх дней беспробудно пил, в том числе и украденное в поезде виски.

### Смерть
Около 7 часов утра 7 октября 1911 года трое местных полицейских — братья Боб и Стингер Фентоны и шериф Дик Уоллес — с помощью собак окружили амбар на территории ранчо, в котором спал Маккерди. Они предложили преступнику добровольно сдаться, однако Маккерди открыл по ним огонь из револьвера.
Перестрелка продолжалась около часа, и в конце концов Элмер Маккерди был застрелен в грудь пулей 32 калибра, выпущенной из револьвера шерифа Дика Уоллеса. Как гласит легенда, последними словами Маккерди были: «Вам никогда не взять меня живым!». Также, по словам полицейских, которые были опубликованы на следующий день в местной газете, «Маккерди до конца сжимал в левой руке полупустую бутылку из-под виски, в момент смерти он был мертвецки пьян».

## Тело

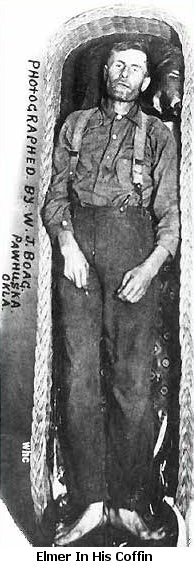
Маккерди в гробу (фото до 1916 года).

Тело Маккерди было доставлено в похоронное бюро городка Похаска, Оклахома. Так как никто не затребовал его для похорон, то гробовщик решил забальзамировать его с помощью состава на основе мышьяка и выставить гроб с телом в витрине в качестве рекламы своего похоронного бюро. Множество желающих приходило посмотреть на тело «Бандита-который-не-сдавался» (англ. «The Bandit Who Wouldn't Give Up»), как было написано в рекламном плакате. Как гласит очередная легенда, таким образом Маккерди заработал больше денег, чем за всю свою жизнь, ибо за просмотр с желающих брали по 5 центов.
Многие владельцы балаганов и карнавалов предлагали гробовщику продать им тело, но он отказывал. Через 5 лет появились два человека, один из которых назвался братом Маккерди, и потребовали отдать им тело для надлежащего захоронения. Гробовщик был вынужден отдать тело. Однако это были отнюдь не родственники Маккерди.
В течение последующих 60 лет тело Маккерди неоднократно перепродавалось предприимчивыми дельцами. Вскоре то обстоятельство, что это не восковая кукла, а человеческое тело, окончательно было позабыто. Так, известно, что владелец «Дома с привидениями» в окрестностях горы Рашмор в Южной Дакоте отказался покупать мумию, так как счёл её манекеном, недостаточно похожим на настоящее человеческое тело.
Полный путь мумии историкам отследить не удалось, но предполагается, что она была выставлена в вестибюле кинотеатра на премьере фильма «Наркотик» в 1933 году, возможно, в это время мумия использовалась в качестве декораций к нескольким малобюджетным фильмам. В конце 1930-х — начале 1940-х мумия была в экспозиции полицейского «Музея преступлений». Побывал труп с биркой «Манекен» и в музее восковых фигур. В итоге после полувековых странствий тело оказалось в Лонг-Бич, Калифорния, где его выкрасили в яркий оранжевый цвет, и оно стало частью декораций парка развлечений.

## Обнаружение
В декабре 1976 года в парке развлечений «Пайк» в Лонг-Бич снимался эпизод телевизионного шоу «Человек за шесть миллионов долларов». У одного из павильонов для привлечения публики висел муляж повешенного. При подготовке декораций один из членов съёмочной группы передвинул виселицу, но повредил манекен, который, как он предполагал, был сделан из воска. По одним сведениям, у манекена оторвалась рука, по другим — палец. К ужасу телевизионщиков под верхним покровом оказались человеческие кости.
Позднее судмедэксперт обнаружил во рту мумии монету 1924 года и билетик на выставку «Sonney Amusement» в «Музей преступлений» в Лос-Анджелесе. Также вскрытие показало следы предыдущего вскрытия, огнестрельное ранение в правой части грудной клетки. Анализ тканей пиджака показал, что он был изготовлен между 1905-м и 1930-м годами. Метод бальзамирования с использованием мышьяка вышел из употребления к 1920-м годам, что также сократило круг поисков. Всё это помогло в установлении происхождения тела, и после сопоставления с фотографиями Маккерди, находившимися в университете Оклахомы, полиция сделала вывод, что тело принадлежит Элмеру Маккерди, умершему ещё в 1911 году.

## Могила
Маккерди был похоронен на кладбище «Summit View» в Гатри (Оклахома) 22 апреля 1977 года. Во избежание дальнейших инцидентов со ставшим известным телом для обеспечения его неприкосновенности гроб был залит двумя тоннами бетона.